# ニコラ・ベルティ
ニコラ・ベルティ（Nicola Berti、1967年4月14日 - ）は、イタリア・パルマ県サルソマッジョーレ・テルメ出身の元同国代表サッカー選手。

## 経歴
パルマのユースでサッカーを始めた、この頃からアスリートとしての能力の高さは目立っていた。1982年、15歳の時には既にトップに合流していた。16歳でセリエCの舞台にデビュー、17歳の時には、セリエBを戦っていたチームのレギュラーになっていた。
1985年、18歳でフィオレンティーナに移籍、ロベルト・バッジョと共に、将来を期待される選手で、女性ファンたちからの人気を集めていた。
1988年にインテル・ミラノへと移籍。そのシーズンすぐにレギュラーの座を手に入れ、リーグ戦では、32試合で7ゴールの成績を残した。1989年5月28日のナポリ戦では、R・ディアスのクロスから同点ゴールを奪い、チームは優勝を決めるなど、セリエA制覇に貢献した。1990-91シーズンのUEFAカップ決勝では、第1戦でPKによる得点を決めて、優勝に貢献した。1993-94シーズンのUEFAカップ決勝でも、第1戦で決勝ゴールを奪い、チームに優勝を引き寄せた。しかし、1997-98シーズン、既にインテルには自分の居場所が無いと感じ、インテルを離れた。インテルでの通算成績は、312試合で41得点。
かつてのインテルのチームメートで、トッテナム・ホットスパーFCに所属していた、ユルゲン・クリンスマンから直に勧誘され、トッテナムへ移籍した。トッテナムでは、フットボールリーグカップ優勝を果たした。
イタリア代表としては1988年10月のノルウェー戦でデビューを飾った。1990 FIFAワールドカップのメンバーに選出され、4試合で起用された。1992年を最後に約2年間代表を遠ざかっていたが、エラーニオが負傷で大会参加が出来なくなったこともあり、1994 FIFAワールドカップのメンバーに選出され、決勝のブラジル戦でも先発フル出場したが、両チームを通じて最低の出来で、チームのブレーキとなり、チームは延長PK戦で敗戦した。1995年に代表を退くまで、39試合に出場し3得点を記録している。

## エピソード
- 端正なルックスで特に女性ファンが多かった[2]。カーラ・ブルーニやユマ・サーマンと噂になったことがあるが、本人はただの友人であったとしている[2]。